# گمینا ستژلتسه
گمینا ستژلتسه (به لهستانی:  Gmina Strzelce) یک گمینا در لهستان است که در شهرستان کوتنو واقع شده‌است. گمینا ستژلتسه ۹۰٫۱۱ کیلومتر مربع مساحت و ۴٬۱۷۸ نفر جمعیت دارد.